# フズーリー

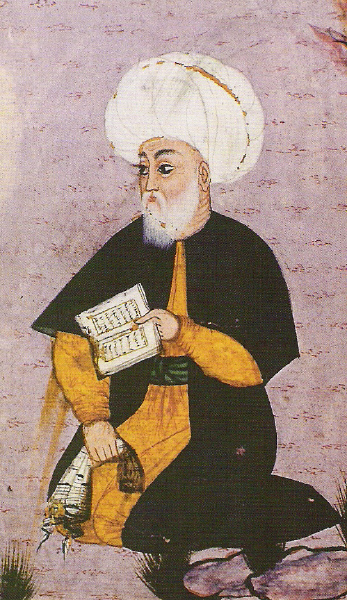
フズーリー

フズーリー（فضولی Fużūlī, 1483年頃 – 1556年）はオスマン帝国の詩人。本名はムハンマド・ビン・スレイマン（محمد بن سليمان Muhammad bin Suleyman）。トルコ古典詩において最も名声・影響力のあった詩人であり、アゼルバイジャン・トルコ語（アゼルバイジャン語）、ペルシャ語、アラビア語という3つの異なった言語で詩を書いた。またオスマン語、チャガタイ語の文学にも長けていた。また、数学と天文学にも精通していた。

## 作品

### アゼルバイジャン語
- Dîvân （「詩集」）
- Beng ü Bâde （بنگ و باده; 「ハシシとワイン」)
- Hadîkat üs-Süedâ （حديقت السعداء; 「喜びの園」）
- Dâstân-ı Leylî vü Mecnûn （داستان ليلى و مجنون; 「ライラとマジュヌーンの物語」）
- Risâle-i Muammeyât （رسال ﻤﻌﻤيات; 「謎掛けに関する論文」）
- Şikâyetnâme （شکايت نامه; 「不満」)

### ペルシャ語
- Dîvân （「詩集」）
- Anîs ol-qalb （انیس القلب; 「心の友」）
- Haft Jâm （هفت جام; 「七つのゴブレット」)
- Rend va Zâhed （رند و زاهد; 「快楽主義者と禁欲主義者」)
- Resâle-e Muammeyât （رسال ﻤﻌﻤيات; 「謎掛けに関する論文」）
- Sehhat o Ma'ruz （صحت و معروض; 「健康と病気」）

### アラビア語
- Dîvân （「詩集」）
- Matla' ul-İ'tiqâd （مطلع الاﻋﺘﻘﺎد; 「信仰の誕生」）

## 注
1. ↑  芥川龍之介との関連。"Fozule, Mohammad b. Solayman" in Encyclopaedia Iranica